# 3 Batalion Chemiczny
3 samodzielny batalion chemiczny – samodzielny pododdział wojsk chemicznych ludowego Wojska Polskiego.
Przeznaczony do ochrony wojsk przed atakiem chemicznym przeciwnika. Posiadał środki do odkażania. w działaniach bojowych stawiał zasłony dymne.
Sformowany według etatu 011/39 w Zamościu na podstawie rozkazu NDWP nr 8 z 20 sierpnia 1944 początkowo jako jednostka 2 Armii Wojska Polskiego. 8 kwietnia 1945 podporządkowany 1 Armii Wojska Polskiego. Przysięgę żołnierze batalionu złożyli w Zamościu 22 października 1944.
Rozformowany wraz z 1 Armią WP w Godkowie.

## Dowódcy batalionu
- mjr Nikita Szewcow[3]

## Skład etatowy batalionu
- Dowództwo i sztab
- pluton dowodzenia i zwiadu
- 2 x kompanie odkażania terenu (zadymiania)
- kompania sanitarno-odkażajaca
- laboratorium chemiczne AL-2
- sekcja sanitarna